# Dzjalal-Abad (stad)
Dzjalalabat (Kirgizisch: Жалалабат, Russisch: Джалал－Абад; Djzalal-Abad, andere schrijfwijzen: Jalal-abad, Zjalal-Abad, Zhalal-abad, Dzhalal-Abad, Djalalabad, Jalalabad, Djalalabad) is de hoofdstad van de gelijknamige oostelijke Kirgizische oblast Dzjalalabat en is de derde stad van het land. De stad ligt net boven de grens met het noordoostelijkste puntje van Oezbekistan, ten noorden van de Vallei van Fergana. De stad ligt in het zuiden van de Kugartvallei aan de voet van het Babasj-Atagebergte. De stad heeft een inwoneraantal van 108.300 (1/1/2015).

## Klimaat
De plaats ligt in een gebied dat gekenmerkt wordt door een continentaal klimaat met droge hete zomers en warme vochtige winters. Dit klimaat maakt de regio geschikt voor het telen van fruit en het verbouwen van groente.

## Geschiedenis
De regio rond Dzjalalabat heeft duizenden jaren lang aan een van de zijderoutes gelegen. De stad ontwikkelde zich als een kisjlak vanuit een marktplaats rond een in het begin van de 19e eeuw gebouwd fort van het kanaat van Kokand, van waaruit het gebied werd bestuurd. De naam stamt waarschijnlijk af van ene Jalal ad din, de starter van de plaats (abad), die een aantal karavaanonderkomens opzette voor reizigers en pelgrims.
De regio eromheen heeft een aantal belangrijke genezende waterbronnen die dan ook werden gebruikt als kuuroord. De bewoners van de plaats waren vooral landbouwers en handelaren. Ook was er een veemarkt. Rond 1870 kwamen de Russen en stichtten er een fort en een militair ziekenhuis. In 1916 kwam een spoorlijn gereed tussen Dzjalalabat en Andijon in Oezbekistan. De tijd van de Sovjet-Unie betekende een grote groei voor de stad. De Sovjets ontwikkelden de kuuroorden in de regio verder en richten een recreatieoord in. Rond 1950 werd de stad grondig verbouwd. De stad richtte zich daarna vooral toe op olie, houtverwerking en de elektro-technische, lichte en voedingsmiddelenindustie.
De stad was bij de Tulpenrevolutie van 2005 een van de steden waar de opstand begon tegen president Askar Akajev.
De stad werd in juni 2005 overspoeld met vluchtelingen uit Oezbekistan, nadat de opstand in de nabije stad Andijon bloedig was neergeslagen door het Oezbeekse regeringsleger.

## Cultuur en bezienswaardigheden
Binnen de stad bevinden zich een aantal theaters, een concertzaal, bioscopen, een cultureel museum en een historisch museum.
De grootste bezienswaardigdheden zijn het Ayub-Bulak zwembad uit 1876 en het recreatieoord, dat te midden van een idyllisch landschap ligt en 150 bronnen bevat.